# Quá trình ATP
Available-to-promise (ATP) là một chức năng kinh doanh cung cấp đáp ứng đối với nhu cầu của khách hàng dựa trên căn bản là các nguồn lực có sẵn và khả năng đáp ứng của doanh nghiệp với khách hàng
Chức năng Available-to-promise thường được tích hợp trong các hệ quản trị doanh nghiệp bằng công nghệ thông tin.

## Hệ thống ATP và sự vận hành
Quy trình này sẽ xác định ATP sẽ làm việc như thế nào. Quy trình này sẽ bao gồm việc nhập thông tin vào ATP, lưu trữ ATP như thế nào, đăng nhập Thông tin ATP ra sao và thông tin được sử dụng như thế nào.
- Chính sách ATP:

Tất cả các đầu nhận lệnh kinh doanh được giao một thời gian hoàn thành công việc dựa vào thời gian của ATP. Các đầu máy chủ sẽ duy trì thông tin ATP. Ngày yêu cầu sẽ được để trông nếu khách hàng không đưa ra một ngày cụ thể. Thời gian theo kế hoạch sẽ được điền theo form ngày làm việc.
- Quá trình cho việc sắp xếp các lệnh trong ATP:

1. Nhập từng lệnh trong quá trình nhận lệnh đầu vào
2. Nhập các ngày khách hàng yêu cầu vào quy trình nhận lệnh đầu vào
3. Nếu lệnh đó liên quan tới Chính phủ hoặc cơ quan báo chí sẽ được sếp vào một danh mục riêng trên mỗi quy trình nhận lệnh đầu vào.
- Quy trình nhận lệnh đầu vào:

a. Sau khi đặt lệnh, đẩy trang đó xuống
b. Sau khi chọn lệnh….(Các hoạt động chọn lệnh diễn ra rất nhanh)
c. Chọn lệnh yêu cầu ATP
d. Khi hoàn thành, đầy trang đó xuống lần nữa
e. Chọn xem kết quả thực hiện
f. Nếu ngày ATP khớp với ngày kế hoạch đặt ra và không có một lỗi nào được ghi bên dưới, thì thực hiện bước tiếp theo. Nếu xảy ra lỗi, lệnh phải được sắp xếp Nhóm ngày đặt sẵn hoặc phải thay đổi hàng trăm thông số kỹ thuật theo yêu cầu.
g. Chọn trang dưới lần nữa và chọn lệnh đặt lệnh…
h. Chọn yêu cầu Lệnh. Hệ thống sẽ báo cáo việc hoàn thành kế hoạch.
4. Nếu lệnh không làm theo cách trên, đặt lệnh trên quy trình nhận lệnh đầu vào
a. Lệnh sẽ tự động tương thích với mặt bằng yêu cầu
b. Nếu ngày có sẵn, lệnh sẽ tự tương thích
c. Nếu ngày không có sẵn, lệnh sẽ duy trình thực trạng không tương thích cho đến khi yêu cầu hệ thống được thực hiện.
Người sắp xếp các lệnh
5. Chạy chương trình mà không cần báo cáo/tạo ra các báo cáo khác để chạy chương trình. 
a. Chọn báo cáo sau khi đánh máy	
b. Chọn quy trinh không cần báo cáo
c. Chọn giao diện yêu cầu cho tên chương trình
d. Chọn ngày sắp xếp cho các lệnh hủy
e. Báo cáo (F5)
6. Chạy chương trình ATP trực tiếp trên mạng để quyết định thời gian đầu tiên cho lệnh chuyển dữ liệu.
a.	Đi vào từng lệnh đã nhập/tự nhập lệnh đầu vào
b.	Yêu cầu hiển thị lệnh không thực hiện được
c.	ấn nút Page Down
d.	Chọn lệnh
e.	Chọn lệnh yêu cầu ATP
f.	Chọn lệnh xem kết quả thực hiện
g.	Nếu ngày ATP khớp với ngày kế hoạch đặt ra và không có một lỗi nào được ghi bên dưới, thì thực hiện bước tiếp theo. Nếu xảy ra lỗi, lệnh phải được sắp xếp Nhóm ngày đặt sẵn hoặc phải thay đổi hàng trăm thông số kỹ thuật theo yêu cầu.
h.	Chọn đẩy trang xuống… Chọn lệnh yêu cầu hệ thống sẽ báo cáo kết quả hoàn thành kế hoạch

## Những vấn đề của hệ thống ATP
1. Báo cáo về các trường hợp ngoại lệ của quy trình đòi hỏi Mặt bằng yêu cầu chung (Demand Iterface) về các tài khoản của Lãnh đạo được sử dụng đồng thời.
2. Các bảng dữ liệu được đọc bởi bản Mặt bằng yêu cầu chung sẽ không bao giờ được thanh lọc hoặc xóa bỏ. Kết quả là các sai lầm sẽ không được loại bỏ sau mỗi thành công. Cần phải làm rõ bảng Mặt bằng yêu cầu chung để xem mỗi giai đoạn hoạt động như thế nào.
3. Báo cáo các trường hợp ngoại lệ của quy trình cần phải phân loại Ngày đưa ra yêu cầu lệnh.
4. Sự điều chỉnh các ngày tháng mặc định từ những ngày đã được sắp xếp được tiến hành ngay khi có sai sót xảy ra, sau khi có bản Mặt bằng yêu cầu chung. Sự thay đổi sắp tới về ngày đã lập trình sẵn sẽ không ảnh hưởng tới thời gian đặt lệnh yêu cầu.

## Các vấn đề xử lý ATP
1. Ai sẽ tự quyết định việc sử dụng các sản phẩm từ các mức yêu cầu khác nhau? Theo bản hướng dẫn nào?
	2. Ai sẽ quyết định lệnh nào sẽ trượt ra ngoài để bổ sung lệnh theo ngày của ATP? Theo hướng dẫn nào?
	3. Ai có thể đảm bảo rằng khi Hoạt động điều hành của máy chủ tăng ATP, một đòi hỏi đặt ra là ngày nào sẽ nhận trách nhiệm này? (các vấn đề nằm ngoài sự kiểm soát).
	4. Các lệnh DOA sẽ thực hiện như thế nào để chúng được truyền tải một cách nhanh nhất có thể?
	5. Bộ phận dịch vụ khách hàng sẽ được phép sử dụng (không được phép sử dụng) các mức yêu cầu sẵn có nào cho bất kỳ sự đặt chỗ trước nào của khách hàng?
	6. Định nghĩa chính xác về ngày cam kết, ngày theo kế hoạch và ngày yêu cầu? Chúng ta có thể phổ biến chúng như thế nào
	7. Làm thế nào để điều khiển Các Quy trình điều khiển máy chủ? Không được sử dụng/được sử dụng các phân loại yêu cầu không?